# Stade Bauer
A Stade Bauer egy futballstadion Saint-Ouen-sur-Seine -ben, Párizs északi külvárosában. A stadiont a  Red Star FC használja amely jelenleg a Ligue 2- ben,a csapat legnagyobb sikerei közé tartozik hogy 5 alkalommal hódította el a  Coupe de France-ot (1921, 1922, 1923, 1928, 1942).

## Történelem
Az 1924-es nyári olimpia néhány meccse itt került megrendezésre . Emellett itt rendeztek egy Brazília és Andorra közötti barátságos mérkőzést (3–0) 1988-ban.
A Stade Bauer adott otthont a francia rögbi válogatott hazai meccseinek az 1935-ös, 1936–37-es, 1938-as és 1952–53-as rögbi Európa-bajnokságokon is.
A stadion romos állapotba került, miután 1999-ben egy vihar súlyosan megrongálta, és azóta az újjáépítés szinte lehetetlen a pénzügy befektetések hiánya miatt.
A 2016–17-es szezonban a Red Star FC hazai mérkőzéseit a Stade Jean-Bouinban játszotta, mivel a Stade Bauer nem felelt meg a francia másodosztályú stadionokra vonatkozó közbiztonsági követelményeknek.  Mikor  a csapat kiesett a Championnat Nationalba, a francia harmadosztályába, a klub újra a saját pályáján játszik.
2021. május 18-án Saint-Ouen-sur-Seine város önkormányzata eladta a területet a Groupe Réalitésnek felújításra.  Nem sokkal később megkezdődtek az újjáépítési munkálatok, amelyek lehetővé teszik, hogy a Bauer Stadion összhangban legyen a Red Star F.C céljaival, amennyiben feljut a Ligue 2-be. 
2024 januárjában avatták fel a stadion új keleti lelátóját. Ez  4794 néző befogadására alkalmas. A, 834 férőhelyes déli lelátó is megújult,így a stadion 4 lelátójából 2 felújítottak ezzel a stadion befogadóképessége 5600 férőhelyre nőtt. A Réalités  ezzel egy időben hivatalosan is elindítja az úgynevezett  „Bauer Box” munkálatait, amely a Rue du Docteur Bauer utcán található északi lelátóhoz, valamint a nyugati díszlelátóhoz kapcsolódó házakból áll.

## Külső linkek
- 1924-es nyári olimpiai játékok hivatalos jelentése [archivált változat] (pdf) (francia nyelven), 321. o.. Hozzáférés ideje: 2025. augusztus 1. [archiválás ideje: 2011. május 5.]

- A Wikimédia Commons tartalmaz Stade Bauer témájú kategóriát.